# 松戸覚之助
松戸 覚之助（まつど かくのすけ、1875年5月24日 - 1934年6月21日）は、明治から昭和にかけての梨農家。千葉県葛飾郡大橋村（後に八柱村、現在の松戸市）の人。「二十世紀」の発見者。

## 経歴
11歳の時に父親が新たに梨の栽培を始めた事から梨に興味を持つ。高等小学校2年（13歳）の時、分家の石井佐平の家を訪れた際にゴミ捨て場に芽を出している梨の苗木があるのを発見した。覚之助は石井より苗木を譲り受けて自宅に植えた。試行錯誤の末、23歳となった1898年に結実した。
覚之助は人を招いて試食したところ、多汁で甘く、肉質も柔らかであるとの評価を受けた。話を聞いた大隈重信も試食に与かったところ、高い評価を与えた。この時点で覚之助は「新太白」と命名したが、1904年覚之助から苗木を分けて貰って育てていた渡瀬寅次郎は東京帝国大学の池田伴親と相談して、この梨を「二十世紀梨」と命名するように提案した。覚之助は前述の渡瀬をはじめとして新種の苗木を希望する梨農家に快く苗木を分け与えた事もあって、この梨は全国的に普及した。1910年の日英大博覧会では「名誉賞」を受けている。その後も覚之助は二十世紀梨の普及に生涯を捧げたのである。
覚之助の死の翌年、覚之助が育てた原木は天然記念物に指定されるが、太平洋戦争で松戸を襲った空襲で傷つき、1947年に枯死した。戦後、覚之助の農園周辺は覚之助の業績を記念して「二十世紀が丘」（後に細分化されて二十世紀が丘梨元町となる）という地名となり、枯死した原木の一部は松戸市立博物館に市指定文化財として保管されている。